# Mohammad Nokhodi
Mohammad Ashghar Nokhodi Larimi (in persiano محمد نخودی‎; 8 febbraio 2002) è un lottatore iraniano, specializzato nella lotta libera.

## Biografia
All'età di diciannove anni, è divenuto vicecampione iridato ai mondiali di Oslo 2021, perdendo in finale contro lo statunitense Jordan Burroughs.

## Palmarès
| Anno | Manifestazione   | Sede     | Evento | Risultato | Note |
| ---- | ---------------- | -------- | ------ | --------- | ---- |
| 2017 | Mondiali cadetti | Atene    | 69 kg  | Bronzo    |      |
| 2018 | Asiatici cadetti | Tashkent | 71 kg  | Oro       |      |
| 2018 | Mondiali cadetti | Zagabria | 69 kg  | Bronzo    |      |
| 2019 | Asiatici         | Xi'an    | 74 kg  | Bronzo    |      |
| 2019 | Mondiali junior  | Tallinn  | 74 kg  | 7º        |      |
| 2019 | Mondiali U23     | Budapest | 74 kg  | Argento   |      |
| 2021 | Mondiali         | Oslo     | 79 kg  | Argento   |      |